# Вартон, Томас
Томас Вартон (англ. Thomas Wharton; 31 августа 1614, Уинстон, графство Дарем, Великобритания — 15 ноября 1673, Лондон) — британский врач и анатом, описавший подчелюстной проток и вартонов студень.

## Биография
Томас Вартон был единственным сыном Джона Вартона (ум. 10 июня 1629) от его жены Елизаветы, дочери Роджера Ходсона (ум. 10 марта 1646) из аббатства Фаунтинз. Т. Вартон родился в деревушке Уинстон (графство Дарем) 31 августа 1614. 4 июля 1638 года Вартон был принят в Пемброкский колледж Кембриджа. Впоследствии он перешёл в Тринити-колледж (Оксфорд), где одно время выступал наставником Джона Скроупа, родного сына Эмануэля Скроупа, 1-го графа Сандерленда.
В 1642 Вартон поехал в Болтон, где в течение трёх лет продолжал обучение. Затем, определившись с будущей профессией, он перебрался в Лондон, где изучал медицину под руководством Джон Батхерста. В 1646 он вернулся в Оксфорд, где 7 мая 1647 года получил звание доктора медицины. 25 января 1648 года Вартон был принят в Колледж врачей в качестве кандидата, 23 декабря 1650 он был избран его действительным членом. В 1652 Вартон принят в Кембридж как доктор медицины. В 1658, 1661, 1666, 1667, 1668, и 1673 гг. Вартон занимал пост цензора в Королевском колледже врачей.
Вартон занимал должность врача в больнице Св. Томаса с 20 ноября 1659 до самой смерти. Он был одним из немногих лондонских врачей, оставшихся на посту во время эпидемии чумы 1665 года. За это Вартону было обещано, что он сможет занять должность придворного врача, как только появится вакантное место. Однако когда место освободилось и Вартон потребовал исполнения обещания, от него отделались почётным приращением в фамильном гербе, за что Вартон вынужден был заплатить Сэру Уильяму Дагдэйлу.
Вартон был женат на Джейн, дочери Уильяма Эшбриджа. У них было трое сыновей: Томас, отец Джорджа Вартона (оба были врачами, Джордж женился впоследствии на Анне Марии, дочери Уильяма Петти), Чарльз и Уильям, последние двое умерли ещё детьми.
Вартон умер 15 ноября 1673 года в своём доме на улице Элдэрсгейт. Он был похоронен 20 ноября в церкви Св. Михаила на улице Бэйсингхолл. Его жена умерла раньше, 20 июля 1669 и была похоронена в церкви Св. Михаила 23 июля 1669 года.

## Деятельность
Опираясь на результаты вскрытия и экспериментов Вартон описал функции и работу желез более точно и детально, чем это было сделано до него. Он открыл выводной проток подчелюстной слюнной железы, который носит его имя. Вартон провёл специальное исследование микроскопической анатомии поджелудочной железы. Уильям Отред, в предисловии к его «Clavis Mathematicae» (Лондон, 1648), говорит об исключительном профессионализме Вартона. Исаак Уолтон в «Искусном рыболове» называет Вартона другом и выражает глубокую признательность ему.
Вартон известен не только как врач и анатом. Так, он написал четыре английских стиха к причудливой гравюре, предваряющей «Арканум, или великую тайну герметической философии», — труд, переведённый Элиасом Эшмолом и опубликованный в его «Британском алхимическом театре» (Theatrum Chemicum Britannicum, сборник алхимических текстов; 1652). Известно, что Вартон и Батхерст посещали Артура Ди (сына Джона Ди) вместо Эшмола, который перевёл «Fasciculus Chemicus», написанный А. Ди, но лично с автором никогда не встречался. Эшмол и Вартон вместе работали над каталогом Musaeum Tradescantianum, который был напечатан в 1650 году, вследствие визита, нанесённого в том же году Джону Традесканту младшему. Эшмол и Вартон оборвали свою связь, но незадолго до смерти Вартона состоялось примирение.
Вартон опубликовал труд, посвященный описанию желез «Adenographia; sive glandularum totius corporis descriptio» (Лондон, 1656; Амстердам, 1659; Обервезель, 1664, 1671,1675; Дюссельдорф, 1730). Части работы были также опубликованы в Женеве в 1699 году. Иероним Брабатус ссылается на работу Вартона в своей «Dissertatio Elegantissima de Sanguine» (Париж, 1667).

## Вартонов проток
Наибольшую известность Томасу Вартону принесло открытие (переоткрытие) выводного протока подчелюстной слюнной железы, называемого также вартоновым протоком (лат. ductus Whartonianus), который впервые был описан в 1500 году итальянским философом и анатомом Алессандро Акиллини (1463—1512), а в 1656 году переоткрыт Вартоном.

## Вартонов студень
Также в честь Вартона названа масса студенистой соединительной ткани, окружающая кровеносные сосуды и остатки других зародышевых органов, проходящие в пупочном канатике, прикрепляющем плод к последу (у человека).